# Derrick Alston (1997)
Derrick Samuel Alston jr. (Houston, 17 settembre 1997) è un cestista statunitense.

## Biografia
È il figlio dell'allenatore ed ex cestista Derrick Alston.

## Carriera
Dopo aver trascorso la carriera universitaria con i Boise State Broncos, nel 2021 viene firmato dagli Utah Jazz, prima di disputare la stagione con la franchigia affiliata di NBA G League dei Salt Lake City Stars. Il 10 agosto 2022 viene tesserato dai Rostock Seawolves.

## Palmarès
- Basketball Champions League Second Best Team: 1

Manresa: 2024-2025